# Bratři a sestry svobodného ducha
Bratři a sestry svobodného ducha bylo heretické hnutí působící ve středověku a na začátku novověku.
V heretických hnutích je třeba rozlišovat jednu důležitou skutečnost. Zda duchovně-mystické skupiny následují církev, nebo jde o skupiny, z nichž se ve 14. století staly sekty, odsouzené inkvizicí.

## Doba, původ a šíření hnutí v Itálii a ve Francii
Heretické hnutí „Bratři a sestry svobodného ducha“ se objevuje v pozdním středověku. Původ tohoto hnutí sahá až ke katarům, odsouzeným v Paříži roku 1210 a nepřímo k chiliastickému myšlení Jáchyma z Fiore. V Itálii se stoupenci přidružují k humiliátům a k „bratrstvu chudých katolíků“ v Lombardii a k dalším františkánsky orientovaným pauperistickým hnutím. Ve Francii se hnutí šířilo na severu. V Paříži 1. června 1310 umírá na hranici Markéta Poretová, jejíž kniha Zrcadlo prostých duší je nejvýznamnějším textem „svobodného ducha“ vůbec.

### Hnutí v Německu a Holandsku, zápas proti bludům
Ze sympatií k tomuto hnutí byli obviněni Eckhart, Tauler, Suso a řada dalších beghardů a bekyň, u kterých převládalo podezření, že žijí podle idejí bratří svobodného ducha.V Německu se proti nim Tauler výslovně postavil slovy: „Lidé svobodného ducha došli falešného osvícení a myslí si, že poznali pravdu. Ve své samolibosti a sebeuspokojení se povýšili nad druhé, neudrží své smysly na uzdě, mluví neuctivě o našem Pánu a konají opovrženíhodné věci.“ (Kázání 54, ed. Vetter, s. 250). V Holandsku pak Jan Ruysbroeck varuje před nebezpečím jejich nauky, která hlásá, že spojení s Bohem je možné dosáhnout bez ctnostných skutků a bez svátostí, a vystoupit k Bohu lze pouze prostřednictvím lásky. Hlásali rajský stav, v němž už člověk není schopen hříchu.Ve skutečnosti však lze na každé lidské jednání vztáhnout morální měřítka.

## Nauka hnutí „Bratři a sestry svobodného ducha“
Jakmile se „bratři a sestry svobodného ducha“ odpojili od nauky velkých mystiků o spojení s Bohem a zbožštění člověka, začali rychle upadat do chybných závěrů, a to tak, že odstraňovali veškerou askezi, oddávali se celkové pasivitě (kvietismus) a toužili po božském osvícení, které ruší veškerou vzdálenost mezi Bohem a člověkem.